# Cremastus politus
Cremastus politus är en stekelart som beskrevs av Dasch 1979. Cremastus politus ingår i släktet Cremastus och familjen brokparasitsteklar. Inga underarter finns listade i Catalogue of Life.